# The Rivals (film, 1907)
Pour les articles homonymes, voir The Rivals.
The Rivals est un film muet américain réalisé par Edwin S. Porter et sorti en 1907.

## Synopsis
Amoureux de la même femme, deux hommes sont prêts à tout pour parvenir à la séduire, même à des sabotages...

## Fiche technique
- Titre : The Rivals
- Réalisation : Edwin S. Porter
- Genre : Comédie
- Production : Edison Manufacturing Company
- Durée : 13 minutes
- Date de sortie :
  - États-Unis : 7 septembre 1907

## Distribution
- Jinnie Frazer
- Mrs. George Gebhardt
- Mr. Shelley
- Richard Thompson
- Mrs. William West
- William West